# Ácido cítrico monohidratado
O ácido cítrico monohidratado, fórmula molecular C6H8O7·H20, é um cristal incolor ou pó cristalino branco, inodoro, com forte sabor ácido e a estrutura cristalina é ortorrômbica. Peso molecular: 210,14, densidade 1,54. Ponto de fusão 135-152°C. Ponto de inflamação 173,9°C. Solubilidade em água 1630 g/L (20℃).

## Uso
Na indústria de alimentos e bebidas, é usado como agente ácido, aromatizante, conservante e conservante.
Na indústria química, na indústria cosmética e na indústria de lavagem, é utilizado como antioxidante, plastificante e detergente.
O ácido cítrico monohidratado é usado para preparar tampão citrato de plaquetas para microscopia intravital e também serve como fonte de carbono para a síntese de nanopontos de carbono. 

## Armamento
Armazenar em local escuro, lacrado, ventilado, seco e fresco com temperatura ambiente baixa.